# 徳光寿雄
徳光 寿雄（とくみつ としお、旧字体：德光 壽雄、1910年〈明治43年〉10月11日 – 2014年〈平成26年〉9月12日）は、日本の映画監督、実業家。
徳光和夫（フリーアナウンサー）、徳光次郎（英国伊勢丹初代社長）兄弟の父。徳光正行（キャスター）・ミッツ・マングローブ（女装家）の祖父。

## 経歴

### 出生から学生時代まで
徳光賢五郎の長男として生まれる。1907年、父は北海道から神戸市に移住。神戸でつねと結婚し、1910年に寿雄が誕生した。ほどなく両親が離婚し、寿雄は父に引き取られた。
賢五郎は再婚し、東京電燈へ転職。1930年、徳光家は東京市西巣鴨で暮らし始めた。寿雄は度重なる引っ越しであまり友達をつくる事もできずよく一人で過ごしていた。そんな寿雄の心の支えとなったのが詩や小説を書く事だった。創作に興味を持った寿雄は詩人の同人会にも参加した。
1932年、大倉高等商業学校（東京経済大学の前身）卒業。

### 映画業界へ
1932年、自宅の近所（西巣鴨）にあった河合映画製作社（1933年、大都映画に改組）に入社。宣伝部、助監督、監督を務める。
新興キネマに移籍。監督部（太秦撮影所、東京大泉撮影所）を務める。
現存する監督作品として、1939年の短編作品『五作ぢいさん』がある。納税奨励の宣伝映画。製作は南旺映画。主演は横山運平。
毎日新聞に移籍。映画部でニュース映画を担当。
1941年、太平洋戦争開戦前の国策により大手新聞3社（朝日・毎日・読売）のニュース映画部門が統合されて発足した日本映画社のニュース映画部に勤務。戦後は同渉外課長を務め、1949年には取締役営業部長、総務部長を兼務。

### テレビ業界へ
1953年、日本テレビ放送網の開局社員として入社。映画部長（初代）として日本映画のテレビ放送を提案するが五社協定の取り決めで断念。外国映画を日本語吹替でテレビ放送することを発案し、1956年『ロビンフッドの冒険』を放送。映画関係者からは「暴挙」と酷評されるも、視聴者からは「わかりやすい」と好感を受ける。その後も、外国映画や海外ドラマを日本語吹替で放送する最高責任者として『名犬リンチンチン』『パパは何でも知っている』などを担当した。
1961年2月より編成局次長、1963年4月より報道局次長（局長待遇）、1966年9月より芸能局次長（局長待遇）、1967年8月より芸能局顧問を歴任。
1967年2月から1968年6月にかけて、日本科学技術振興財団の経営難に伴い、他の在京民放テレビ局4社が共同で設立した「科学テレビ協力委員会」の委員となり、当時の東京12チャンネル（現：テレビ東京）に出向、同チャンネルの経営再建を手がけた。「科学テレビ協力委員会」は特定のテレビ局が東京12チャンネルの経営主導権を支配しないように、牽制・監視する目的もあった。
1970年に日本テレビを60歳で定年退職。同年11月より東京テレビセンターに移籍、CMスタジオ室長を務める。
2014年9月12日、東京都内の病院で老衰のため103歳で死去。

## 家族・親族
- 祖父・治兵衛

北海道檜山郡江差でニシン漁の漁師として働く。当時、綿花栽培の肥料となる「にしんかす」の需要が高く、にしんかすを積んだ北前船が大阪と北海道を往来していた。
- 父・賢五郎

治兵衛の四男、1882年生まれ。15歳でニシン漁に見切りをつけ、北海道幌泉郡でサケやコンブをとる漁師になった。
1904年、22歳で日露戦争への出征を命じられ、第7師団の兵士として乃木希典大将の下旅順203高地の戦いに臨んだ。
1907年、北海道から兵庫県神戸市に移住。つねと結婚し、1910年に長男・寿雄が誕生。ほどなく離婚して寿雄を引き取る。
1919年、大阪で開かれた「空中文明博覧会」の責任者だったと言われている。この頃、友江と再婚し東京電燈に転職した。1930年、東京市西巣鴨に移住。
- 母・つね

兵庫県神戸市の商人の娘。
- 妻・房子

東京市銀座の松屋百貨店の店員。母方祖父は文学者・ジャーナリストの服部誠一。
- 岳父・須藤音吉

房子の父。東京市新宿の下宿屋・石工。赤坂氷川神社の狛犬を彫刻。寿雄の下宿先でもあった。
- 長男・和夫

1963年、日本テレビ放送網に入社し、アナウンサーとして勤務。1989年よりフリーアナウンサーとして活躍。二男はタレントの徳光正行。
- 二男・次郎

1969年3月、慶應義塾大学文学部社会学科卒業。
1969年、次郎の母の勤務先のライバル百貨店の1つである伊勢丹に入社。新宿本店で勤務した後、1987年より英国伊勢丹初代社長、1992年よりMD統括部営業部長、2000年より新宿本店・店次長を歴任し、2004年に退社。
2005年、チェルシー代表取締役社長に就任。2010年にはチェルシー取締役会長、大沢商会グループ取締役を務め、マーケティングをテーマにした講演活動を始める。
2015年まで日本オイスター協会理事長を務める。
晩年の肩書はモノコトコネクション代表取締役（2011年設立）、大沢商会顧問。
2021年5月19日死去、享年74。
長男は女装家のミッツ・マングローブ。